# Kaspar Agricola
Kaspar Agricola, häufig auch Caspar Agricola (* 1514 oder 1524 in Oppenheim; † 9. Mai 1597 in Ladenburg), war ein deutscher Jurist und Hochschullehrer an der Universität Heidelberg. 1561 und 1576 leitete er als Rektor die Universität.

## Leben
Agricola war Kanoniker des Wormser St.-Paul-Stifts, als er 1546 nach Heidelberg kam und sich an der dortigen Universität immatrikulieren ließ. Er studierte an der Artistenfakultät, wo er 1548 das Bakkalaureat-Examen und schließlich 1550 das Magisterexamen (Lizenziat) absolvierte. Im gleichen Jahr inskribierte er sich an der Juristischen Fakultät. 1552 wurde Agricola in den Senat der Artistenfakultät gewählt und war von 1553 bis 1558 zweiter Regens des Collegium Principis (Studentenunterkunft). Ab 1554 hielt er an der Artistenfakultät Vorlesungen über Aristoteles. Er war dort auch als Temptator (Prüfer) bei Bakkalaureats- und Magisterprüfungen tätig. 1557 promovierte Agricola an der juristischen Fakultät zum Lizenziaten in beiden Rechten und im Folgejahr zum Doktor beider Rechte.
Einem Vorschlag der Universität folgend, berief Kurfürst Ottheinrich 1558 Agricola auf die Lektur für Institutionen, auf die sein Vorgänger Christoph von Ehem verzichtet hatte. Ende des gleichen Jahres fand an der Universität Heidelberg eine umfangreiche Reform statt, in deren Verlauf dieser Lehrstuhl als eine von vier Professuren der juristischen Fakultät festgelegt wurde. Die Reform brachte für Agricola unter anderem eine Erhöhung seines Jahresgehalts von 80 auf 140 Gulden mit sich. 1561 übernahm er als Nachfolger des verstorbenen Wendelin Heilmann die Dekretalenprofessur und lehrte bis 1588 Kanonisches Recht. Seine Vorlesungen waren nicht gut besucht, so hatte er laut einer Umfrage 1569 nur ca. acht Hörer. Ein wahrscheinlicher Grund liegt in Agricolas Lehrgebiet, an dem die Studenten nur wenig Interesse zeigten, da Heidelberg eine calvinistisch geprägte Universität war. Aufgrund von Beschwerden mahnte Kurfürst Ludwig VI. 1578 an, dass Agricola seinen Lehrstuhl nicht ordnungsgemäß führen würde, was dieser abstritt und Krankheit als Grund für ausgefallene Vorlesungen anführte. Seinem Wunsch auf ein halbes Jahr Pause von seinen Lehrpflichten wurde nachgekommen, die vom Kurfürsten vorgeschlagene Emeritierung lehnte er jedoch ab.

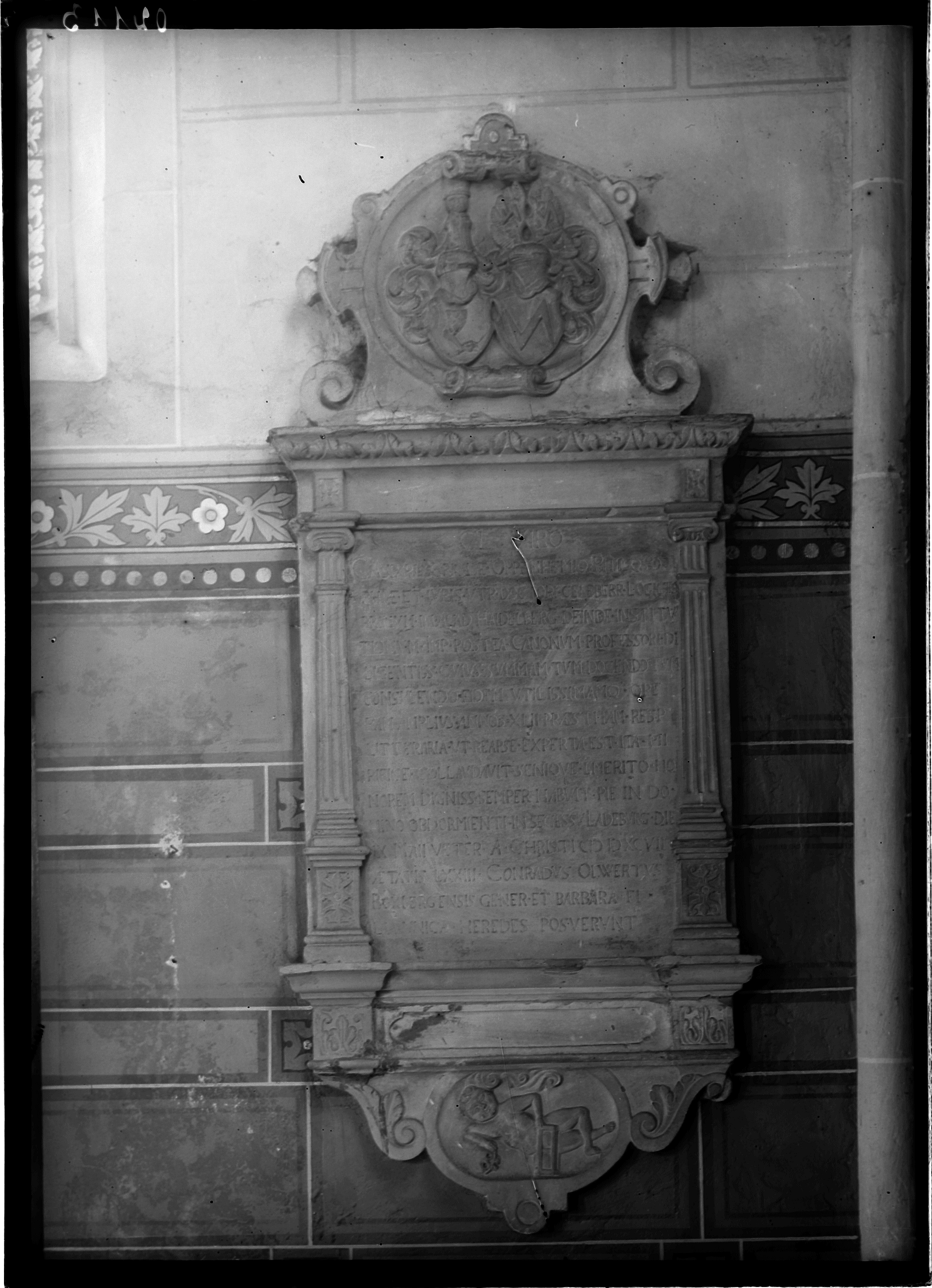
Grabstein von Kaspar Agricola in der Universitätskapelle Heidelberg

Agricola war 1556 Dekan der Artistenfakultät und zwischen 1562 und 1586 neun Mal Dekan der juristischen Fakultät. 1561 und 1576 war er Rektor und 1584 Vizerektor unter Matthäus Enzlin. Als Rektor war er zugleich auch Mitglied des Universitätsgerichts, dem er außerdem fünf weitere Jahre als Assessor (Beisitzer) angehörte. Zu seinen weiteren Ämtern gehörte die Verwaltung des Universitätsfiskus (1559 bis 1583) und einer Stipendienkasse. Er war auch an der Vorbereitung der Verlegung der Universität aufgrund von Pestausbrüchen beteiligt (unter anderem 1555/1556 nach Eberbach und 1563/1564 nach Oppenheim). Insgesamt wirkte Agricola über 40 Jahre an der Universität Heidelberg, wo er vor allem durch sein Engagement als Rechtsberater und ehrenamtliche Tätigkeiten im Verwaltungsapparat hohes Ansehen erlangte. Demgegenüber waren seine Leistungen als Theoretiker wenig bedeutend. Er hinterließ keine wissenschaftlichen Schriften außer einigen Blättern, in denen er als Vorsitzender von akademischen Disputationen agierte. Elmar Wadle urteilte über Agricola, dass, auch wenn dieser sich als Wissenschaftler nicht besonders hervorgetan haben möge, er andererseits für Kontinuität an der Universität gesorgt habe in seiner Tätigkeit als Rektor und jahrelanger Verwalter des Universitätsfiskus.
Im Dezember 1588 wurde Agricola aus Altersgründen emeritiert, durfte aber weiterhin an Senatsverhandlungen teilnehmen und blieb bis 1596 Assessor im Universitätsgericht.
Agricola war mit Margarethe Stephan aus Frankfurt († 1577) verheiratet und hatte eine Tochter, Barbara verh. Olwert. Er starb 1597 in Ladenburg an der Pest, wegen der er im Jahr zuvor Heidelberg verlassen hatte. Sein Grabstein befindet sich in der Universitätskapelle der Universität Heidelberg, der seiner Frau außen an der Südseite der Kirche (Flachrelief in einer Rundbogennische).